# Dysschema perplexa
Dysschema perplexa là một loài bướm đêm thuộc phân họ Arctiinae, họ Erebidae.